# 臨時愛爾蘭共和軍
愛爾蘭共和軍（英語：Irish Republican Army，簡稱），又稱臨時愛爾蘭共和軍（英語：Provisional Irish Republican Army），是以愛爾蘭統一為目標的準軍事組織，為北爱尔兰问题時期最大及最活躍的共和派準軍事組織。
臨時愛爾蘭共和軍源自於愛爾蘭共和軍中的反條約派，並自認是原始愛爾蘭共和軍的繼承者。中文圈亦稱「北愛爾蘭共和軍」、「北愛共和軍」。
愛爾蘭共和軍於1997年7月在新芬黨進入北愛爾蘭和平談判後停止運作，並支持1998年耶穌受難日協定。
2005年7月28日，愛爾蘭共和軍正式下令终止武装鬥爭，要求所有的爱尔兰共和军单位必须放弃使用武器，只通过和平的方式，协助发展纯政治和民主计划。2005年9月26日，監督組織宣布愛爾蘭共和軍已經完成所有棄械過程，全部武器被列為「永久不可使用」或「永久無用」。
目前包括從臨時派分裂出來的繼續愛爾蘭共和軍（Continuity IRA）、真正愛爾蘭共和軍（Real IRA）等持不同意見之團體仍有零星活動。

## 外部連結
- CAIN (Conflict Archive Internet) Archive of IRA statements （页面存档备份，存于）
- BBC：《北愛的故事》第一集 蒙面殺手 （页面存档备份，存于）